# Ragged-Red-Fiber
Als Ragged-Red-Fiber abgekürzt RRF (auf Deutsch etwa zottelige, rote Fasern) werden in einer lichtmikroskopischen Untersuchung einer Biopsie nach Gömöri-Trichrom-Färbung zusammengeklumpte Mitochondrien bezeichnet. Sie entstehen bei unterschiedlichen Erkrankungen der Mitochondrien durch deren Vermehrung. Meistens handelt es sich bei den Erkrankungen um Mutationen der mitochondrial kodierten Enzyme der Atmungskette wie beim Leigh-Syndrom oder MERRF-Syndrom.
Die Anzahl von ragged red fibers in einer Biopsie steigt mit dem Alter. Unter einem Alter von drei Jahren findet man beim Menschen keine RRF. 1–2 % RRF in einer Biopsie legen den Verdacht auf eine mitochondriale Myopathie. Es gibt aber auch mitochondriale Myopathien, bei denen keine RRF zu finden sind, in der Regel dann, wenn der Defekt nicht in der Atmungskette liegt.
Ragged red fibers zeigen aber nicht zwangsläufig eine mitochondriale Erkrankung an. Sie kommen nämlich auch bei anderen Erkrankungen vor, die ihre Ursache nicht in einer Störung der Mitochondrien haben, aber bei denen die Mitochondrien am Krankheitsprozess beteiligt sind, so z. B. bei Myositiden, unterschiedlichen Myopathien auch z. B. aufgrund antiretroviraler Therapie.
In der Elektronenmikroskopie kann man parakristalline Einschlüsse als Ausdruck der ausgefallenen mitochondrialen Kreatinkinase finden.